# 오바세촌
오바세촌(小波瀬村)은 후쿠오카현 미야코군에 설치되었던 촌이다. 현재의 간다정에 해당한다.